# Poecilasthena decolor
Poecilasthena decolor är en fjärilsart som beskrevs av Turner 1904. Poecilasthena decolor ingår i släktet Poecilasthena och familjen mätare. Inga underarter finns listade i Catalogue of Life.